# Himiko-Den
Himiko-Den (jap. 火魅子伝, dt. „Himiko-Legende“) ist ein japanisches Franchise bestehend aus einem Manga, einem Anime und einem PlayStation-Spiel aus dem Jahr 1999. Das Spiel wurde entwickelt von der Firma Hakuhodo, den Manga schuf Oh! Great und die Animeserie wurde vom Studio Amuse Video produziert. Er lässt in die Genres Drama, Abenteuer und Fantasy einordnen.

## Inhalt
Das antike Reich Yamatai ist bedroht vom Königreich Kune. Um eine Eroberung zu verhindern, will das Volk von Yamatai eine Königin einsetzen, die von den Bokka ausgewählt werden soll. Da aber die Kune unerwartet früh angreifen, verteilen die Bokka die sechs Kandidatinnen über das ganze Land. Die Bokka selbst verbergen sich in einem Neugeborenen mit dem Namen Himiko und ihrem Anhänger, die in die Zukunft befördert werden.
In der Gegenwart geht der 16-jährige Kutani gemeinsam mit Himiko in die Schule. Sie verlieben sich ineinander, doch bald holt die Vergangenheit Himiko ein und beide werden nach Yamatai geholt. Dort werden sie zunächst getrennt, sammeln aber bald die sechs Prinzessinnen und befreien Yamatai von der Herrschaft Kunes.

## Veröffentlichungen

### Spiel
Das von Hakuhodo entwickelte Spiel für Playstation erschien in Japan im März 1999.

### Manga
Ab August 1999 erschien ein Manga zum Spiel als Einbänder beim Verlag Kadokawa Shoten. Das Werk erschien bei Panini Comics in Frankreich und bei Norma Editorial in Spanien. Planet Manga veröffentlicht den Band 2003 auf Deutsch, die Übersetzung stammt von Christine Roedel.

### Anime
Die Animeserie wurde 1999 unter der Regie von Ayumi Tomobuki von Studio Amuse Video produziert. Das Charakterdesign entwarfen Oh! Great und Megumi Kadonosono. Die Serie wurde vom 7. Januar 1999 bis zum 31. März 1999 von TV Tokyo erstmals in Japan ausgestrahlt.
Anime Selects strahlte die Serie auf Englisch aus, Central Park Media veröffentlichte die englische Fassung auf DVD.

### Synchronisation
| Rolle           | japanischer Sprecher (Seiyū) |
| --------------- | ---------------------------- |
| Masahiko Kutani | Tomokazu Seki                |
| Himiko Himejima | Tsubasa Otomiya              |
| Shino           | Akiko Hiramatsu              |
| Fujina          | Atsuko Tanaka                |
| Kiyomizu        | Chiyako Shibahara            |

### Musik
Die Musik der Serie komponierte Kuniaki Haishima. Für den Vorspann wurde das Lied Pure Snow von Yuko Sasaki verwendet, der Abspann ist mit Toki no Iro o Koete von Mika Okudoi unterlegt.